# 鄭照新
鄭照新（1981年7月31日—），新北汐止人，台灣政治人物、政治評論家，中國國民黨籍，現任台中市副市長。曾任立法委員江啟臣辦公室助理、高雄市政府新聞局局長、臺中市政府新聞局局長等職務。

## 從政
鄭照新在2010年曾以無黨籍參選合併後的台中市第13選舉區（大里區、霧峰區）第1屆議員，最後落選。

## 經歷
- 中國國民黨青年團美國南加州大學分團團長
- 親民黨立法委員馮定國辦公室助理
- 台中廣播總經理特別助理
- 立法委員江啟臣辦公室特別助理
- 中國國民黨文化傳播委員會副主任委員
- 高雄市政府新聞局局長[6]
- 高雄市市長補選候選人李眉蓁競選總部發言人[7]

## 事件及爭議

### 抹黑人本基金會為狼師護航
2022年4月中旬，人本文教基金會為校園性侵案倖存者發聲，向臺中市政府教育局提出「性平申訴」，並要求停聘加害者（時任校長）；2022年8月17日，人本基金會召開記者會，該名加害者才卸下校長職務，轉任教師、留職停薪。8月29日，人本基金會號召市民至台中市政府前廣場，要求市府別再裝睡、打假球。
8月30日，時任市府新聞局長的鄭照新針對此案公開貼文發言：「人本到底懂不懂，停聘是半薪，留職停薪是全薪都領不到，你人本到底站在狼師那邊還是受害者那邊啊？」等情緒性發言。立法院已於2010年通過《教師法》第14-3條修正案，教師涉犯性侵害事件，停聘期間將不能再領取半薪；經性別平等委員會調查，確定無性侵害事實並回復聘任後，才能補發全部本薪。此發文沒過多久就立刻刪除，但早已被截圖備份。而鄭照新也於同日晚間發文致歉，更正資訊：「教師法對涉及性侵教師，停聘期間不能領取半薪」。

## 選舉記錄
| 年度 | 選舉屆數             | 選舉區             | 所屬政黨 | 得票數 | 得票率 | 當選標記 | 備註 |
| ---- | -------------------- | ------------------ | -------- | ------ | ------ | -------- | ---- |
| 2010 | 第一屆臺中市議員選舉 | 臺中市第十三選舉區 | 無黨籍   | 2,064  | 1.47%  |          |      |

## 個人生活
鄭照新與妻子林欣怡育有一子。

## 外部連結
- 鄭照新的Facebook專頁